# Aphilopota ochrimacula
Aphilopota ochrimacula är en fjärilsart som beskrevs av W. Warren 1902. Aphilopota ochrimacula ingår i släktet Aphilopota och familjen mätare. Inga underarter finns listade i Catalogue of Life.